# Бретушеній-Ной
Бретушеній-Ной, Нові Братушани (рум. Brătuşenii Noi) — село в Єдинецькому районі Молдови. Утворює окрему комуну. Входить до складу комуни, адміністративним центром якої є село Бретушень.
Більшість населення - українці. Згідно з переписом населення 2004 року - 527 осіб (86,5%).

## Населення

### Національність
Розподіл населення за національністю за даними перепису 2004 року:
| Мова             | Відсоток |
| ---------------- | -------- |
| українці         | 86,54%   |
| молдовани/румуни | 8,37%    |
| росіяни          | 4,6%     |
| інші             | 0,48%    |